# Simon Byrne
Simon Byrne (1806 - 2 juin 1833), surnommé « The Emerald Gem » (la pierre d'émeraude), était un champion irlandais de pugilat, sport ancêtre de la boxe anglaise dans lequel les boxeurs combattaient à mains nues. Champion poids lourds d'Irlande, il gagne l'Angleterre, animé par l'appât du gain et l'espoir d'y ravir le même titre. Il devient l'un des quatre premiers boxeurs au monde à être impliqué dans des combats de boxe mortels, à la fois en tant que vainqueur et en tant que vaincu. Sa mort fut d'ailleurs un événement qui participa à l'amélioration des règles de sécurité dans la boxe anglaise.
Byrne combattit à une époque où la boxe anglaise, bien qu'illégale, était non seulement populaire, mais aussi soutenue et financièrement encouragée par les gens les plus socialement influents. Malgré cela, ce sport n'était pas exempt de pratiques de corruption, de paris et de matchs truqués. Selon les archives dont on dispose aujourd'hui, il apparaît que Byrne n'a disputé que huit matchs. On peut néanmoins mesurer l'importance de sa carrière et de sa notoriété en son temps aux enjeux disputés lors de trois de ces matchs : son combat contre Alexander McKay, champion d'Écosse, afin de pouvoir affronter le champion d'Angleterre Jem Ward, combat au cours duquel son adversaire fut tué ; le combat suivant contre Jem Ward, que Byrne perdit et, d'après ce qui fut dit à l'époque, durant lequel Byrne n'était pas en état de combattre ; et enfin son combat final contre le successeur de Jem Ward au titre de champion d'Angleterre, James Burke, dans lequel Byrne fut tué.

## La boxe anglaise au début duXIXesiècle

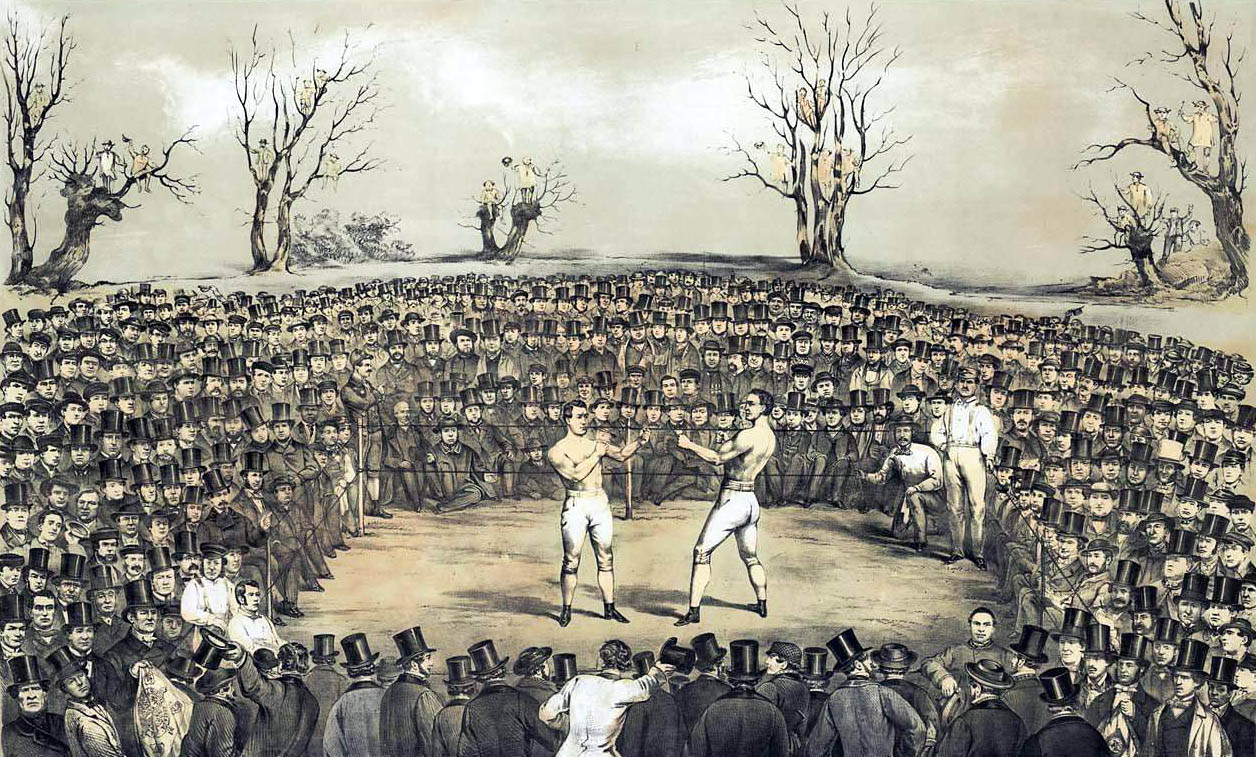
Un match de boxe typique du XIXe siècle. Les rencontres se tenaient dans des entrepôts, dans des arrière-cours d'auberges ou en plein air, à l'abri du regard des autorités locales. Cette peinture, œuvre de l'ami de Byrne Jem Ward, représente un combat entre Thomas Sayers et John C. Heenan, en 1860.

Au cours de la première moitié du XIXe siècle, le pugilat possédait un curieux statut dans la société britannique. Bien que soutenu par de nombreux membres de l'Establishment, à commencer par les princes eux-mêmes, qui se divertissaient en pariant sur des rencontres de pugilat, ce sport était illégal. Selon certaines sources, cette interdiction était due bien moins à la dangerosité de ce sport pour les boxeurs qu'aux divers troubles de l'ordre public, tels que des émeutes, que les rencontres de pugilat généraient. En dépit de l'interdiction, les matchs étaient annoncés par affichage public, et le lieu de rendez-vous était changé à la dernière minute pour dérouter les autorités.
Les règles régissant le pugilat étaient basées sur celles établies par Jack Broughton en 1748, ambiguës et vagues, sujettes à diverses interprétations. Lutte au corps à corps, morsures, doigts dans les yeux ou coups « en dessous de la ceinture » étaient des pratiques souvent acceptées par l'arbitre. Le pugilat eut un succès sans précédent auprès du public durant la période de la régence au Royaume-Uni, lorsqu'elle fut soutenue et encouragée par le prince Régent et ses frères. Les matchs de championnat acquirent une réputation d'endroits à la mode dans les riches classes aristocratiques. Ainsi, il n'était pas rare de voir un match drainer des milliers de personnes, dont une majorité de parieurs. On a même raconté que le duc de Cumberland, frère du roi George III, avait parié des milliers de livres sterling sur le légendaire boxeur Jack Broughton.
Durant les années 1820, la boxe était devenue un véritable foyer de corruption en matière de paris. L'époque du règne de Jem Ward sur le championnat anglais constitue un exemple type des pratiques de corruption qui avaient alors cours : Jem Ward était en effet connu pour accepter de perdre sciemment des combats moyennant une contrepartie financière — il a d'ailleurs admis une fois avoir reçu £100, une somme qui équivaudrait aujourd'hui à plusieurs milliers de livres sterling. À l'aube des années 1830, il était de notoriété publique que la boxe constituait un sport régi par la corruption ; qui plus est, disqualifications abusives et fraudes sans vergogne étaient monnaie courante. Ainsi, la bande des supporters de Nick Ward, frère de Jem, qui lui succéda au championnat, a souvent intimidé les arbitres dans le but d'obtenir la disqualification de ses adversaires. C'est dans ce contexte que Simon Byrne tenta de gagner sa vie.

## Les débuts de Simon Byrne
On sait très peu de choses sur l'enfance de Byrne, hormis le fait qu'il soit né en Irlande en 1806. Son premier combat, en 1825, se termina par une défaite contre Mike Larking : le combat dura 138 séries, sur une durée de deux heures et demie - à cette époque, les rounds étaient de durée variable, et se terminaient généralement lorsqu'un homme était renversé. Son deuxième combat, contre Jack Manning en 1826, se termina par un arrangement et Byrne gagna 100 £. Le match suivant fut son premier combat contre le boxeur écossais Alexander McKay, qu'il battit aisément en cinq rounds, empochant 100 £. Ce match fut le premier grand match primé de McKay. Cette victoire de Byrne fut rapidement suivie d'une autre victoire, contre Bob Avery, combat à l'issue duquel il empocha 50 £, puis d'une victoire sur Phil Samson en 1829, lui faisant gagner 200 £. Si on convertit ces gains sur des bases actuelles, ils constituaient d'énormes sommes; il est cependant surprenant, lors d'un match contre l'inexpérimenté McKay qu'il avait battu aisément une première fois, que des sommes de l'ordre de 200 £ lui aient été attribuées, indépendamment de l'issue du match. Cette somme serait aujourd’hui équivalente à 13 000 £.

## Byrne contre Alexandre McKay

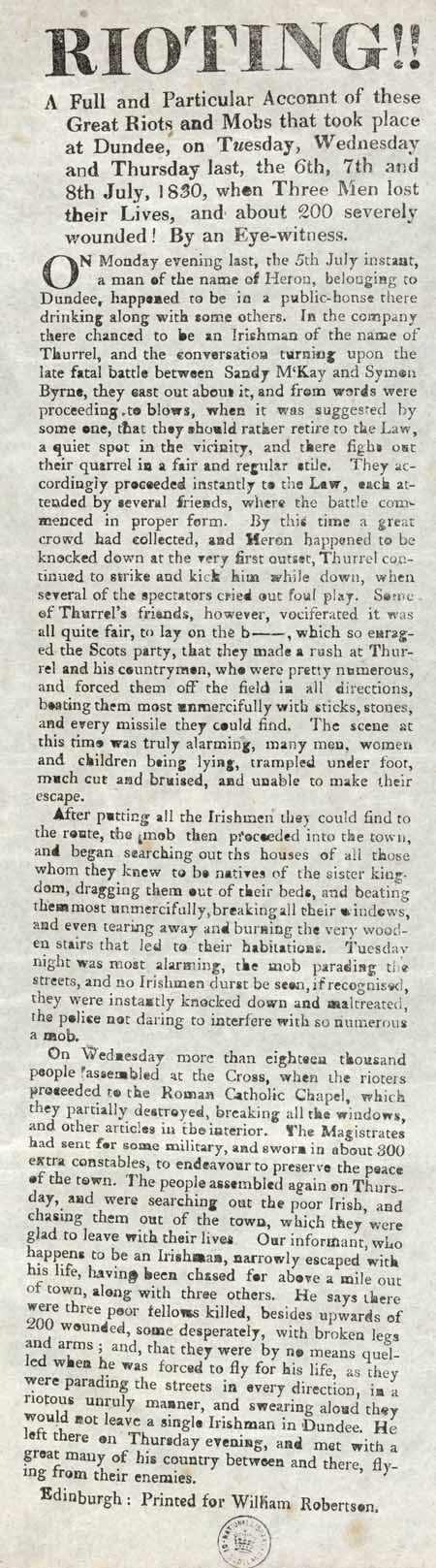
La presse relate des violences contre la population irlandaise de Dundee après la mort de McKay.

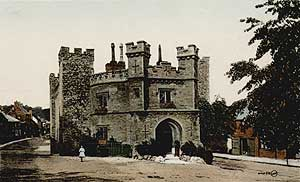
Prison de Buckingham, dans laquelle Byrne fut emprisonné en 1830 à la suite du combat face à McKay.

Le second affrontement de Simon Byrne et d'Alexandre McKay fut le premier combat qui sortit Byrne de l'anonymat et assis sa notoriété naissante. Le 2 juin 1830, Byrne, crédité pour l'occasion du titre de champion d'Irlande, affrontait le champion d'Écosse McKay, afin d'avoir le droit ensuite d'affronter Jem Ward, le champion Poids Lourd d'Angleterre. Le match fut préparé et organisé à la Castle Tavern, propriété de Tom Spring à Holborn. Tom Spring, ancien champion de boxe, jouissait d'une réelle notoriété et, en tant que Trésorier du Fair Play Club, possédait une influence non négligeable dans le monde de la Boxe. Avec deux autres boxeurs de légende, Gentleman Jackson et Tom Cribb (qui fut aussi l'entraîneur de Byrne), il fut le sponsor de Byrne pour le match. Cribb était considéré comme l'un des plus grands combattants de l'époque : l'un de ces combats a rassemblé plus de 20 000 personnes.
Les contrats furent signés à la taverne de Tom Spring et il fut décidé que le combat se tiendrait à Hanslope, Buckinghamshire. Cependant, alors qu'une vaste foule de spectateurs commençait à arriver à Hanslope, le lieu de rendez-vous fut déplacé à la dernière minute à Salcey Green, une zone de campagne et de foret dans le Northamptonshire, rendant toute action des agents de police du Buckinghamshire impossible.
Malgré l'importance que revêtait ce combat au regard de la publicité et des énormes sommes engagées, il était seulement le quatrième combat avec dotation de McKay, et son deuxième contre Byrne; deux ans et demi auparavant, Simon Byrne l'avait battu. À partir de cette date, McKay combattit et remporta trois matchs, lui faisant gagner 140 £, alors que dans la même période Byrne avait gagné 250 £. Chacun des deux hommes étaient pour ce match assurés de remporter une dotation de 200 £, mais McKay ne serait payé que 40 £ s'il gagnait. Pour McKay, ces sommes étaient considérables et constituaient une véritable fortune; ce n'est qu'au cours de son précédent combat qu'il fut assurer de gagner, quel que soit l'issue du match, la somme de 100 £.